# Craig Engels
Craig Engels (né le 1er mai 1994 à Pfafftown) est un athlète américain, spécialiste des courses de demi-fond. 

## Biographie
Il remporte le 1 500 m des Championnats panaméricains juniors 2013, à Medellín.
En 2018, il est sacré champion des États-Unis en salle du mile et se classe 7e du 1 500 m lors des championnats du monde en salle 2018, à Birmingham.
Auteur d'un record personnel à 3 min 35 s 32 sur 1 500 m en juin 2019 à Portland, il remporte le titre des championnats des États-Unis, à Des Moines, en devançant le tenant du titre Matthew Centrowitz.

## Palmarès

### International
| Date | Compétition                        | Lieu       | Résultat | Épreuve | Temps         |
| ---- | ---------------------------------- | ---------- | -------- | ------- | ------------- |
| 2015 | Championnats panaméricains juniors | Medellín   | 1er      | 1 500 m | 3 min 53 s 12 |
| 2018 | Championnats du monde en salle     | Birmingham | 7e       | 1 500 m | 3 min 58 s 92 |
| 2019 | Championnats du monde              | Doha       | 10e      | 1 500 m | 3 min 34 s 24 |

### National
- Championnats des États-Unis d'athlétisme :
  - vainqueur du 1 500 m en 2019

## Records
| Épreuve      | Épreuve   | Performance   | Lieu         | Date            |
| ------------ | --------- | ------------- | ------------ | --------------- |
| 800 mètres   | Plein air | 1 min 44 s 68 | Azusa        | 9 juillet 2019  |
| 800 mètres   | Salle     | 1 min 46 s 10 | Fayetteville | 31 janvier 2021 |
| 1 500 mètres | Plein air | 3 min 33 s 64 | Portland     | 29 mai 2021     |
| 1 500 mètres | Salle     | 3 min 36 s 49 | New York     | 13 février 2021 |
| Mile         | Plein air | 3 min 51 s 60 | Palo Alto    | 30 juin 2019    |
| Mile         | Salle     | 3 min 53 s 89 | Boston       | 3 mars 2019     |